# الكأس السوفيتي 1987-88
الكأس السوفيتي 1987-88 هو الموسم 47 من الكأس السوفيتي. أقيم خلال الفترة 6 يونيو 1987 وحتى 28 مايو 1988، وأشرف على تنظيمه الاتحاد السوفيتي لكرة القدم، وكان عدد الأندية المشاركة فيه 80، وفاز فيه نادي ميتاليست خاركيف.